# Liste der Ehrenbürger von Marktredwitz
Die Ehrenbürgerwürde ist die höchste kommunale Auszeichnung der Stadt Marktredwitz. Mit ihr werden Persönlichkeiten ausgezeichnet, die sich um die Entwicklung der Stadt hervorragende Verdienste erworben haben. Rechtliche Grundlage ist seit dem 21. Mai 1971 die Satzung über die Verleihung des Ehrenbürgerrechts und anderer Ehrungen durch die Stadt Marktredwitz.
Ehrenbürger werden bei repräsentativen Veranstaltungen der Stadt als Ehrengäste eingeladen. Bei Eintreten einer unverschuldeten wirtschaftlichen Notlage kann der Gemeinderat einmalig oder fortlaufend einen Ehrensold bewilligen. Neben der Ehrenbürgerschaft verleiht die Stadt eine Bürgermedaille.
Seit 1874 wurden folgende Personen zu Ehrenbürgern ernannt.
Hinweis: Die Auflistung erfolgt chronologisch nach Datum der Zuerkennung.

## Die Ehrenbürger der Großen Kreisstadt Marktredwitz
1. Maximilian Kraußold (* 6. April 1833; † 14. April 1901)
evangelischer Pfarrer und Abgeordneter der bayerischen Kammer
Verleihung am 21. August 1874
Kraußold war von 1863 bis 1881 Landtagsabgeordneter. In dieser Funktion setzte er sich in besonderer Weise für die Trassenführung der „Fichtelgebirgsbahn“ Schnabelwaid-Eger über Marktredwitz ein. Maximilian Kraußold kam 1862 nach Marktredwitz und leitete seitdem die 2. Pfarrstelle. 1887 verließ er Markt Redwitz endgültig und wurde danach Pfarrer in Nürnberg.
2. Johann Konrad Bauer (* 27. April 1814; † 22. September 1899)
Kaufmann
Verleihung am 10. April 1888
Bauer wurde für eine großherzige Stiftung an die Stadt zum Ehrenbürger ernannt. Er war Bürgermeister der Stadt Marktredwitz. Sein Vater war Zeugmacher und Bürgermeister.
3. Jonas Schletz (* 11. Oktober 1817; † 15. Januar 1899)
Lehrer
Verleihung am 26. Oktober 1888
Er erwarb sich Verdienste um die Schule und die Stadt.
4. Johannes Kaestner (* 23. Juni 1844; † 16. April 1922)
evangelischer Pfarrer
Verleihung am 10. Mai 1897
Die Ehrung erfolgte anlässlich seines 25-jährigen Arbeitsjubiläums sowie besonderer Verdienste um die Stadt. Er bekam seine Ehrenbürgerurkunde nach dem Festgottesdienst von dem Bürgermeister Prell mit den Mitgliedern des Magistrates und des Gemeindekollegiums in seiner Wohnung überreicht.
5. Carl Friedrich Waelzel (* 21. April 1835; † 3. Dezember 1915)
Magistratssekretär und Kämmerer
Verleihung am 21. April 1905
Mit der Verleihung der Ehrenbürgerschaft wurden besondere Verdienste um die Gemeinde gewürdigt.
6. Heinrich Matthäus Glaß (* 1. August 1841; † 1. März 1923)
Kaufmann
Verleihung am 7. Oktober 1907
Glaß erwarb sich besondere Verdienste um den Bau der Hochdruckwasserleitung und der Gasbeleuchtung sowie um die Stadtverschönerung.
7. Carl Heinrich Benker (* 27. Mai 1851; † 10. Januar 1915)
Fabrikbesitzer und Kommerzienrat
Verleihung am 27. Mai 1911
Carl Benker übernahm die Handweberei seines Vaters und baute diese zu einer Buntweberei mit mehr als 1000 Mitarbeitern, in seiner Blütezeit, aus. Außerdem war er jahrelang Bürgermeister der Gemeinde Dörflas und gründete einen Kindergarten im Jahr 1896.
8. Oskar Loew (* 2. April 1844; † 26. Januar 1941)
Chemiker und Universitätsprofessor
Verleihung am 6. März 1924
Loew war Begründer der Kalktherapie und Erfinder des Kalzan (ein calciumhaltiges Medikament)[1]. In Anerkennung seiner besonderen Verdienste ernannte ihn die Stadt zu ihrem Ehrenbürger.
9. Andreas Kossel (* 2. September 1866; † 26. Mai 1946)
Geheimer Kommerzienrat, Chemiker
Verleihung am 2. September 1926
Kossel fungierte lange Jahre als Finanzreferent. Er erwarb sich besondere Verdienste um die Stadt.
10. Karl Zipproth (* 15. Dezember 1867; † 28. Januar 1941)
Fabrikant
Verleihung am 15. Dezember 1927
Gewürdigt wurden seine besonderen Verdienste um die 1939 eingemeindete Gemeinde Dörflas.
11. Friedrich Mühlhöfer (* 24. April 1861; † 6. Juni 1934)
Baumeister
Verleihung am 22. April 1931
Mühlhöfer erwarb sich besondere Verdienste als Mitglied des Vorstandes der Gemeindebevollmächtigten.
12. Franz Benker (* 27. April 1892; † 16. Februar 1978)
Fabrikbesitzer
Verleihung am 27. April 1962
Der Webereibesitzer Benker wurde für seine großen Verdienste um die Stadt und ihre wirtschaftliche Entwicklung ausgezeichnet.
13. Leonhard Holzberger (* 7. Dezember 1900; † 1987)
Alt-Oberbürgermeister
Verleihung am 29. April 1970
Holzberger erwarb sich besondere Verdienste um den Wohnungs- und Schulbau sowie die Stadtplanung
14. Christian Marr (* 6. Februar 1901; † 28. Mai 1979)
langjähriger 2. Bürgermeister
Verleihung am 12. Mai 1978
Marr erwarb sich besondere Verdienste um den Aufbau der Stadt
15. Hermann Braun (* 10. Juli 1909; † 5. Februar 2005)
Oberstudienrat; 16 Jahre 3. Bürgermeister
Verleihung am 4. Mai 1984
Braun erwarb sich während seiner 32-jährigen Tätigkeit im Stadtrat hervorragende Verdienste um die Entwicklung der Stadt. Daneben widmete er sich der Mundart in seiner Heimatregion und dem Egerland im Allgemeinen sowie der Erwachsenenbildung im Bereich der Volkshochschule Marktredwitz.
16. Hans-Achaz Freiherr von Lindenfels (* 14. Januar 1932 in Nürnberg; † 1. Januar 2017)
Alt-Oberbürgermeister
Verleihung am 26. April 1990
Freiherr v. Lindenfels erwarb sich hervorragende Verdienste um die Stadt während seiner 20-jährigen Amtszeit als Oberbürgermeister
17. Peter Gauweiler (* 22. Juni 1949)
ehem. Bayerischer Umweltminister
Verleihung am 2. November 1992
Gauweiler wurde die Ehrenbürgerwürde aufgrund seines außergewöhnlichen Einsatzes im Rahmen der Sanierungsmaßnahme „Chemische Fabrik Marktredwitz“ verliehen.
18. Ludwig Wötting (* 24. September 1918; † 9. Januar 2011)
Verleihung am 27. April 1993
Wötting erwarb sich hervorragende Verdienste um die Entwicklung der Stadt während seiner 33-jährigen Tätigkeit im Stadtrat und als ehrenamtlicher 2. und 3. Bürgermeister
19. Willi Balg (* 28. Oktober 1927; † 13. Juni 2008)
Altbürgermeister
Verleihung am 17. Dezember 2002
Balg erwarb sich hervorragende Verdienste aufgrund seiner 30-jährigen Tätigkeit im Stadtrat und als ehrenamtlicher 2. Bürgermeister. Sein besonderes Augenmerk galt der Freiwilligen Feuerwehr Marktredwitz, der er nicht nur in seiner 23-jährigen Tätigkeit als Feuerwehrreferent verbunden war.
20. Walter Bach (* 22. März 1938; † 29. Mai 2019)
Geschäftsführer
Verleihung am 16. Dezember 2008
Gesellschaften der Geschäftsführer der Scherdel Gruppe, einem international vertretenem Automobilzulieferer.
21. Birgit Seelbinder (* 22. Januar 1948 in Nürnberg)
Alt-Oberbürgermeisterin
Verleihung am 16. Dezember 2014
Birgit Seelbinder erwarb sich hervorragende Verdienste um die Stadt während ihrer 24-jährigen Amtszeit als Oberbürgermeisterin.
22. Heinz Dreher (* 19. September 1942 in Marktredwitz)

Verleihung am 19. Dezember 2023

Dreher erwarb sich hervorragende Dienste während seiner 50-jährigen Tätigkeit im Stadtrat, davon 12 Jahre als 3. ehrenamtlicher Bürgermeister sowie 18 Jahre als Referent für Finanzen.

## Quelle
- Karlheinz Spielmann: Ehrenbürger und Ehrungen in der Bundesrepublik. 1965.